# The Love Route
The Love Route is een Amerikaanse western uit 1915 onder regie van Allan Dwan.

## Verhaal
John Ashby en Allene Houston wonen op belendende boerderijen. Ze zijn verliefd, maar de vete van hun vaders over de komst van een nieuwe spoorweg drijft hen uit elkaar. De beide vaders komen om tijdens een gevecht, maar de ruzie tussen John en Allene gaat door. John neemt een post aan bij de spoorwegmaatschappij en Allene zweert dat ze nooit zal toelaten dat de spoorweg over haar land zal lopen. John wordt uiteindelijk neergeschoten door een van de mannen van Allene, maar juist op dat ogenblik beseft ze dat ze nog steeds van hem houdt.

## Rolverdeling
| Acteur            | Personage       |
| ----------------- | --------------- |
| Harold Lockwood   | John Ashby      |
| Winifred Kingston | Allene Houston  |
| Donald Crisp      | Harry Marshall  |
| Jack Pickford     | Billy Ball      |
| Dick La Reno      | Kolonel Houston |
| Juanita Hansen    | Lilly Belle     |
| Marshall Neilan   |                 |